# Dick Harrison
Dick Harrison (Huddinge, perto de Estocolmo, 10 de abril de 1966) é um historiador sueco, criado em Sttafanstorp na província da Escânia.
Professor da Universidade de Lund, Dick Harrison é divulgador popular de história sueca e universal, especialmente referente ao período da Idade Média. Além de autor de uma série de livros, Dick Harrison tem participado regularmente na revista Populär Historia, assim como em debates e programas de televisão. Entre as suas obras podem ser destacadas Stora döden (A peste negra), Slaveri (A escravatura) e Englands historia (História da Inglaterra).